# Thomas von Steinaecker

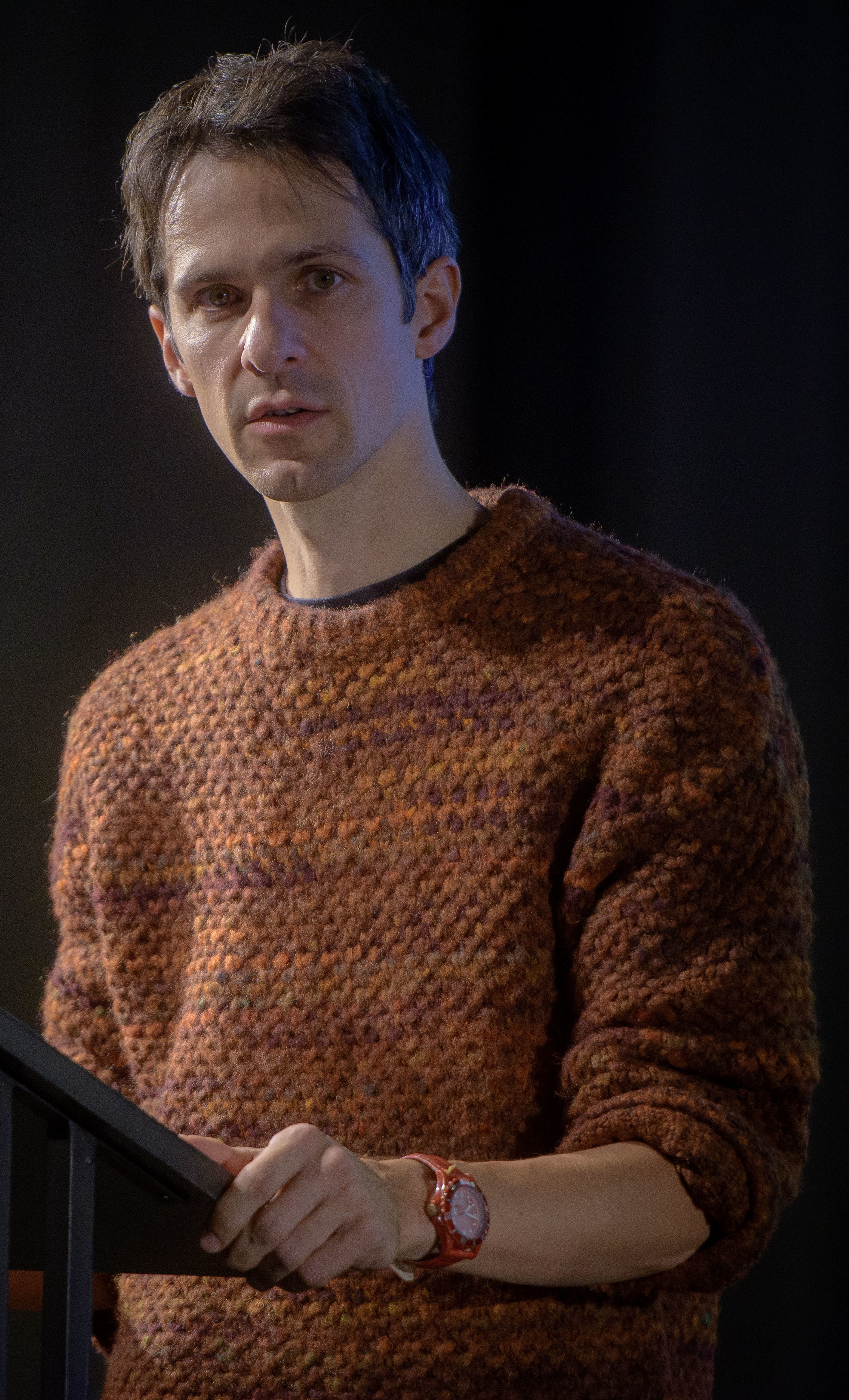
Thomas von Steinaecker, 2017

Thomas Freiherr von Steinaecker (* 6. Februar 1977 in Traunstein) ist ein deutscher Schriftsteller, Filmregisseur, Hörspielautor, Comicszenarist und Journalist.

## Leben
Freiherr von Steinaecker studierte Literaturwissenschaft an der Universität München und an der University of Cincinnati und promovierte 2006 mit einer Arbeit über literarische Fototexte bei Rolf Dieter Brinkmann, Alexander Kluge und W. G. Sebald. Während des Studiums arbeitete er als freier Mitarbeiter bei den Zeitschriften www.textem.de und Kultur & Gespenster. 2007 sendete der Bayerische Rundfunk sein erstes Hörspiel, Meine Tonbänder sind mein Widerstand. 2007 erreichte sein Debütroman Wallner beginnt zu fliegen Platz 3 der SWR-Bestenliste und kam auf die Shortlist zum Deutschen Buchpreis. Sein vierter Roman Das Jahr, in dem ich aufhörte, mir Sorgen zu machen, und anfing zu träumen wurde 2012 für den Preis der Leipziger Buchmesse nominiert und fand sich ebenfalls auf der SWR-Bestenliste wieder. 2013 war er mit einem neuen dystopischen Romanprojekt für den Alfred-Döblin-Preis nominiert. Im Wintersemester 2013/14 übernahm er eine Poetikdozentur an der Hochschule RheinMain. Von 2014 bis 2018 war Thomas von Steinaecker in der Jury des Comicbuchpreises der Berthold Leibinger Stiftung. Seine Filme wurden international beachtet: So wurde Richard Strauss und seine Heldinnen sowohl mit dem International Classical Music Award als auch einem Echo Klassik ausgezeichnet, sein Film Leonard Bernstein – Das zerrissene Genie erhielt den Golden Prague beim International Television Festival 2018 und wurde 2019 zum Manchester Film Festival, Toronto International Film Festival und zum Master of Arts in Sofia eingeladen, ebenso wie 2022 sein Film über die Geschichte der elektronischen Musik Electronic Vibrations – Ein Sound verändert die Welt. 2017 dramatisierte von Steinaecker für eine einmalige Aufführung im Staatstheater Darmstadt Wer wir waren, den letzten Text von Roger Willemsen, mit dem er bereits bei seiner TV-Reihe Bewegte Republik Deutschland zusammengearbeitet hatte. Darsteller waren Barbara Auer und Joachim Król. 2024 wurde sein dystopischer Roman "Die Verteidigung des Paradieses" für die Münchner Kammerspiele als Theater-Parcours adaptiert. Die Süddeutsche Zeitung lobte die Inszenierung als "wirksam, verspielt, probierfreudig, manchmal albern, perfektionistisch." Sein Roman "Die Privilegierten" stand auf der SWR-Bestenliste und wurde für den Wilhelm Raabe-Literaturpreis nominiert.
Im Februar 2015 initiierte und betreute er den „Mosaik-Roman“ Zwei Mädchen im Krieg über den realen Fall zweier radikalisierter österreichischer Teenager, die sich dem IS (Islamischer Staat) anschlossen. Das Internet-Projekt des S. Fischer Verlag, an dem neun Autoren mitwirkten, sollte die gesellschaftspolitische Rolle von Literatur ausloten und erfuhr ein breites Medienecho. Ab Herbst 2015 veröffentlicht er zusammen mit der Zeichnerin Barbara Yelin den Webfortsetzungscomic Der Sommer ihres Lebens, der 2017 in erweiterter Form auch als Buch erschien. 2016 wurde sein fünfter Roman Die Verteidigung des Paradieses für den Deutschen Buchpreis nominiert. In der Begründung der Jury zur Vergabe des Carl-Amery-Literaturpreis 2017 heißt es: „Das Werk Thomas von Steinaeckers verbindet auf einzigartige Weise die Beobachtung von gesellschaftlicher Gegenwart und das Möglichkeitsdenken der Literatur. Seine Romane sind Versuchsanordnungen des Menschlichen, des prekären Verhältnisses von Individuum und Gemeinschaft, und zugleich ein eindringliches Plädoyer für das Eigenrecht der Phantasie vor dem Hintergrund moderner Rationalität.“ 2018 erhielt der Roman außerdem den Phantastik-Preis der Stadt Wetzlar. Zusammen mit dem Zeichner David von Bassewitz arbeitet von Steinaecker an der Graphic Novel Stockhausen – Der Mann, der vom Sirius kam über den Komponisten Karlheinz Stockhausen, mit dem ihn eine lange Freundschaft verband. Ein Auszug daraus war Finalist für den Comicbuchpreis 2021. Der erste Band des Buches, der die Biografie Stockhausens bis zu seinem Opernzyklus „LICHT“ enthält, erscheint im Herbst 2022. Steinaeckers gesellschaftspolitisches Engagement fand seine Fortsetzung, indem er zusammen mit der Universität Augsburg und dem Sensemble Theater im Juli 2018 die interdisziplinäre Reihe „Augsburger Gespräche zu Literatur und Engagement“ ins Leben rief, an deren ersten Ausgabe u. a. Friedrich Christian Delius, Jonas Lüscher, Felicitas Hoppe, Clemens Meyer, Sharon Dodua Otoo, Simon Strauß und Ebow mitwirkten. 2021/2022 drehte er als internationale Koproduktion zusammen mit Werner Herzog in Sachrang, Los Angeles sowie auf Lanzarote den Porträtfilm Werner Herzog – Radical Dreamer, der beim Telluride Film Festival seine Weltpremiere feierte und Ende Oktober 2022 in die deutschen Kinos kam. Die Presse reagierte überwiegend positiv auf den Film und bezeichnete ihn als „erhellend und witzig, manchmal sogar bewegend“ sowie als „eine faszinierende Annäherung und ein würdiges Denkmal für einen der ganz großen Filmvisionäre unserer Zeit.“
Für die Süddeutsche Zeitung schreibt Steinaecker Comic-Rezensionen, die Neue Rundschau veröffentlicht regelmäßig seine Essays über unvollendete Kunstwerke, die 2021 als Buch unter dem Titel Ende offen erschienen. Der Schriftsteller lebt in Augsburg.

## Werke

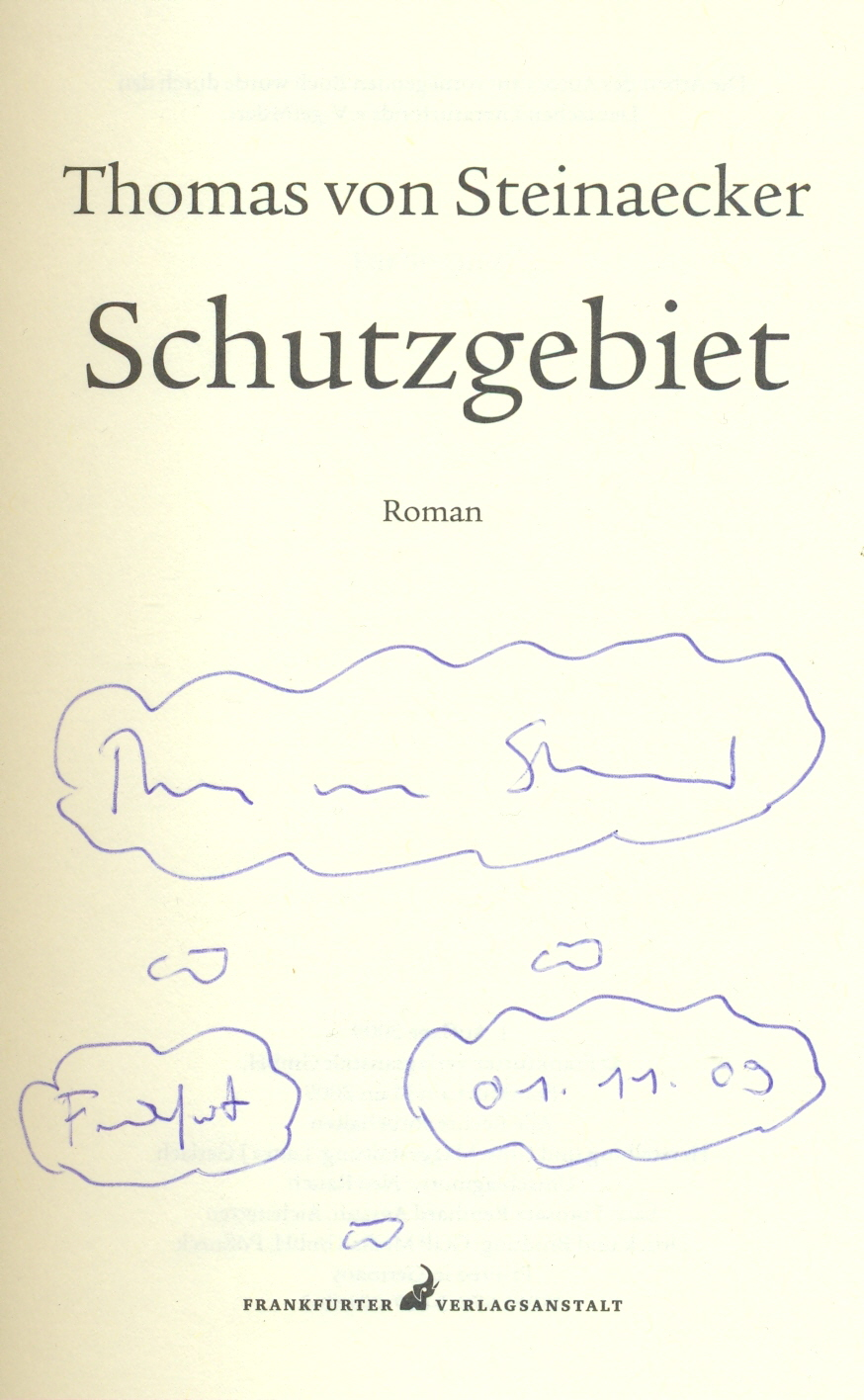
Autograph

### Romane
- Wallner beginnt zu fliegen, Roman, Frankfurter Verlagsanstalt, Frankfurt am Main 2007, ISBN 978-3-627-00140-7
- Geister, Roman, mit Comics von Daniela Kohl, Frankfurter Verlagsanstalt, Frankfurt am Main 2008, ISBN 978-3-627-00150-6
- Schutzgebiet, Roman, Frankfurter Verlagsanstalt, Frankfurt am Main 2009, ISBN 978-3-627-00160-5
- Das Jahr, in dem ich aufhörte, mir Sorgen zu machen, und anfing zu träumen, Roman, S. Fischer, Frankfurt am Main 2012, ISBN 978-3-10-070408-5[26]
- Die Verteidigung des Paradieses, Roman, S. Fischer, Frankfurt am Main 2016, ISBN 978-3-10-001460-3
- Die Privilegierten, Roman, S. Fischer, Frankfurt am Main 2023, ISBN 978-3-10-397517-8

### Graphic Novel / Comicroman
- Der Sommer ihres Lebens, Graphic Novel, zusammen mit Barbara Yelin, Reprodukt, Berlin 2017, ISBN 978-3-95640-135-0
- Stockhausen – Der Mann, der vom Sirius kam. Band 1. Zusammen mit David von Bassewitz. Carlsen Verlag, Hamburg 2022, ISBN 978-3-551-73366-5

### Sachbuch
- Ende offen. Das Buch der gescheiterten Kunstwerke. S. Fischer, Frankfurt am Main 2021, ISBN 978-3-10-070407-8